# Mireille Gettler-Summa
Mireille Gettler-Summa est une chercheuse, universitaire, mathématicienne, statisticienne, et informaticienne française.

## Biographie
Mireille Gettler-Summa est mathématicienne, maîtresse de conférence à l'université Paris Dauphine, au sein du Centre de recherche en mathématiques de la décision, une unité CNRS. 
Elle est notamment connue pour ses études sur le cancer,,,. 
Par ailleurs, elle s'investit dans le Statistical Learning and Data Science,,.
Elle est l'épouse du metteur en scène, marionnettiste et créateur de masques Pierangelo Summa.